# تونل برفی ازنا

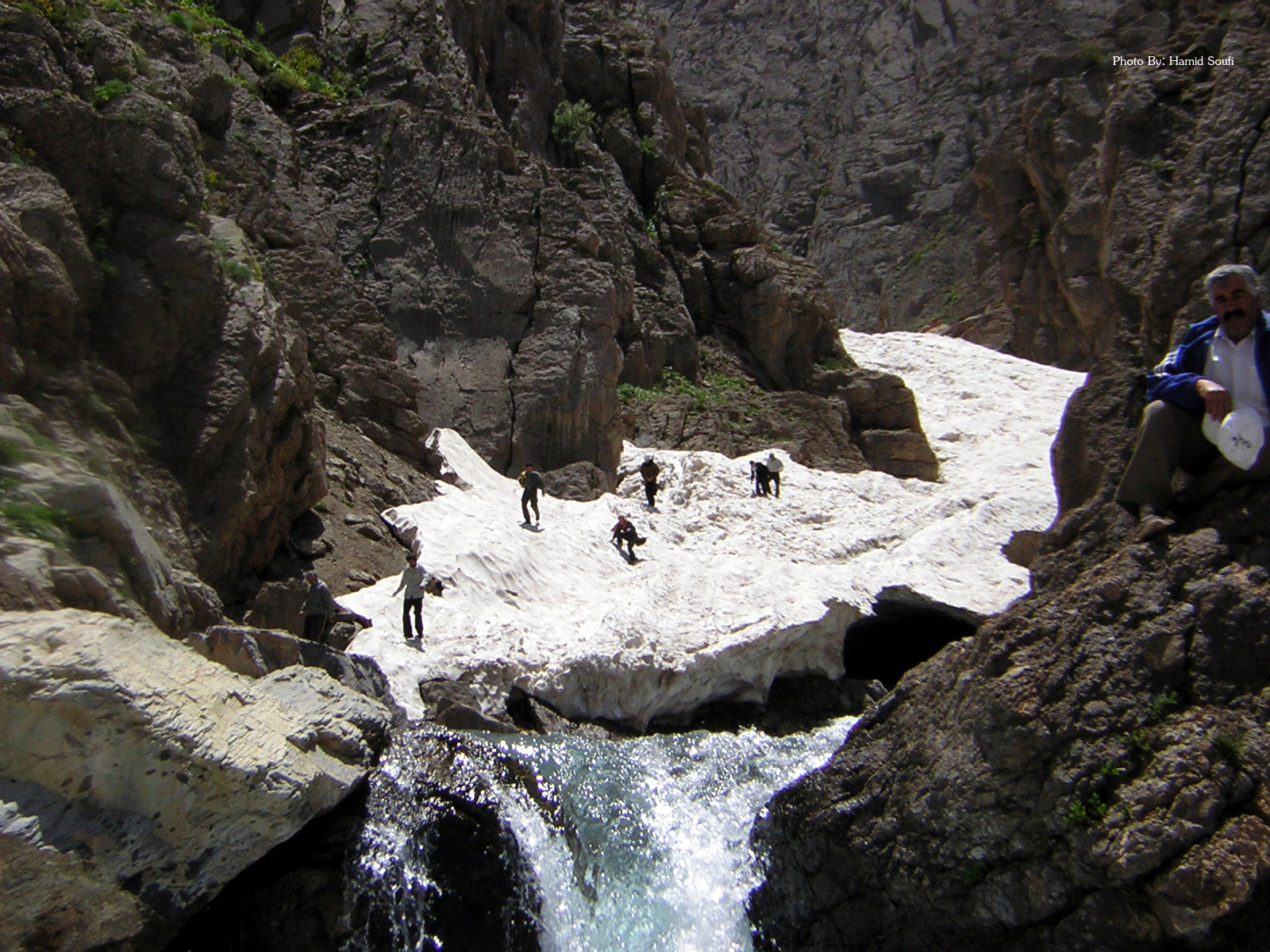
تونل برفی

تونل برفی یکی از چندین آثار طبیعی مهم در شهرستان ازنا است. این تونل به‌صورت طبیعی در برف و یخ‌های دامنهٔ اشترانکوه در منطقهٔ کمندان به‌وجود آمده‌است. طول این تونل بالغ بر ۸۰۰ متر و ارتفاع آن از کف تونل تا سقف بین ۵٫۲ تا ۳ متر است. از این تونل برفی فقط در فصل‌های بهار و تابستان می‌توان بازدید کرد ودر فصل زمستان هم مکانی بسیار جذاب برای کوه نوردی می باشد. برای رسیدن به این تونل باید تا روستای کمندان با اتومبیل رفت و حدوداً دو ساعت نیز پیاده‌روی کرد. این آثار یکی از خطرناک‌ترین مناطق دیدنی می‌باشد که سال گذشته چند نفر زیر آوار برف ماندند پس گردشگران باید برای بازدید از این میراث طبیعی موارد ایمنی را برای حفظ جان خود و دیگر بازدید کنندگان رعایت نمایند.این پدیده ی شگفت انگیز و طبیعی سالانه میزبان گردشگران بسیاری از سراسر منطقه ی استان لرستان واستان های همجوار است.
برای بازدید از این مکان بهترین زمان فصل‌های بهار و تابستان و اوایل پاییز است. برای رسیدن به تونل برفی، باید مسیر رودخانه را تا رسیدن به بالای کوه ادامه دهید. سرچشمه رودخانه از درون تونل برفی می‌آید.